# El Ghayra
El Ghayra (ou Algayerh, en arabe : الغايره) est une commune urbaine du sud de la Mauritanie, située dans le département de Guerou de la région d'Assaba.

## Géographie
La commune d'El Ghayra est située au nord-ouest dans la région d'Assaba et elle s'étend sur 132 km2.
Elle est délimitée au nord par la commune de Soudoud, au sud par la commune de Kamour, à l'ouest par la commune de Guever.

## Histoire
El Ghayra a été érigée en commune par l'ordonnance du 20 octobre 1987 instituant les communes de Mauritanie.

## Démographie
Lors du Recensement général de la population et de l'habitat (RGPH) de 2000, El Ghayra comptait 5 383 habitants.
Lors du RGPH de 2013, la commune en comptait 6 444, soit une croissance annuelle de 1,5 % sur 13 ans.

## Économie
L'agriculture est au centre de l'économie d'El Ghayra, comme quasiment toutes les communes de la région. Mais cette économie est fragile car elle rencontre des obstacles à son développement, notamment les conditions climatiques ou le manque de moyens des agriculteurs. Pour faire face à ces obstacles, l'état ou différentes ONG financent des projets qui améliorent les conditions de vie des habitants.